# Fußball-Bundesliga 2022/23 (Frauen)
Die Saison 2022/23 war die 33. Spielzeit der Bundesliga, offiziell FLYERALARM Frauen-Bundesliga, im Frauenfußball. Sie begann am 16. September 2022 und wurde ab dem 11. Dezember durch die Winterpause unterbrochen. Der letzte Spieltag fand am 28. Mai 2023 statt.
Der deutsche Meister qualifiziert sich für die Champions League, die zweitplatzierte und drittplatzierte Mannschaft nehmen an der Qualifikation für die Champions League teil, während die zwei letztplatzierten Mannschaften in die 2. Bundesliga absteigen müssen.
Der FC Bayern München wurde zum fünften Mal Deutscher Meister.

## Teilnehmer

### Mannschaften
Für die Fußball-Bundesliga 2022/23 qualifizierten sich folgende Mannschaften:
- Die zehn bestplatzierten Mannschaften der Bundesliga 2021/22
  -  VfL Wolfsburg
  -  FC Bayern München
  - Eintracht Frankfurt
  -  1. FFC Turbine Potsdam
  -  TSG 1899 Hoffenheim
  -  SC Freiburg
  -  Bayer 04 Leverkusen
  -  1. FC Köln
  -  Werder Bremen
  -  SGS Essen
- Die bestplatzierten aufstiegsberechtigten Mannschaften der 2. Bundesliga 2021/22
  -  SV Meppen
  -  MSV Duisburg

### Spielstätten
| Verein                 | Stadion                        | Kapazität |
| ---------------------- | ------------------------------ | --------- |
| Eintracht Frankfurt    | Deutsche Bank Park (2 mal)     | 51.500    |
| 1. FC Köln             | Rheinenergiestadion (1 mal)    | 50.000    |
| Werder Bremen          | Weserstadion (1 mal)           | 42.100    |
| MSV Duisburg           | Schauinsland-Reisen-Arena      | 31.500    |
| TSG 1899 Hoffenheim    | PreZero-Arena (1 mal)          | 30.150    |
| VfL Wolfsburg          | Volkswagen Arena (2 mal)       | 30.000    |
| SC Freiburg            | Dreisamstadion                 | 24.000    |
| SGS Essen              | Stadion an der Hafenstraße     | 20.352    |
| SV Meppen              | Hänsch-Arena                   | 13.696    |
| 1. FC Köln             | Südstadion (1 mal)             | 11.748    |
| 1. FFC Turbine Potsdam | Karl-Liebknecht-Stadion        | 10.787    |
| TSG 1899 Hoffenheim    | Dietmar-Hopp-Stadion (10 mal)  | 06.350    |
| Eintracht Frankfurt    | Stadion am Brentanobad (9 mal) | 05.650    |
| Werder Bremen          | Weserstadion Platz 11 (10 mal) | 05.500    |
| 1. FC Köln             | Franz-Kremer-Stadion (9 mal)   | 05.457    |
| VfL Wolfsburg          | AOK Stadion (9 mal)            | 05.200    |
| Bayer 04 Leverkusen    | Ulrich-Haberland-Stadion       | 03.200    |
| Bayern München         | FC Bayern Campus               | 02.500    |

## Saisonrückblick

### Zuschauerzahlen
→ siehe auch: Frauen-Bundesliga#Zuschauer
In mehreren Spielen wurden hohe Zuschauerzahlen erreicht. Die Gesamt-Zuschauerzahl der Vorsaison wurde bereits am 7. Spieltag überholt.
Im Eröffnungsspiel Eintracht Frankfurt gegen den FC Bayern, das im Deutsche Bank Park stattfand und torlos endete, wurde mit 23.200 Zuschauern ein Rekord in der Frauen-Bundesliga aufgestellt.
Dieser Rekord wurde im Heimspiel des 1. FC Köln gegen die Hessinnen am 23. April 2023 im Rheinenergiestadion mit 38.365 Besuchern weit übertroffen. Frankfurt empfing Wolfsburg am 20. Spieltag vor 17.800 Zuschauern. Das Spitzenspiel endete 4:0 für die Eintracht.
Das Topspiel Hoffenheim gegen Wolfsburg (1:2) vom 2. Spieltag wurde in der PreZero-Arena ausgetragen und live in der ARD ausgestrahlt (7.109 Stadion-Zuschauer).
Das Topspiel vom 5. Spieltag – Wolfsburg gegen Bayern – stellte mit 21.287 Zuschauern den bis dato zweithöchsten Wert der Ligageschichte auf. Dieses Spiel fand in der Volkswagen Arena statt. Wolfsburg spielte auch am 9. Spieltag in der Arena der Männer-Mannschaft, nun vor 14.027 Zuschauern gegen Frankfurt.
Die Frauen des SC Freiburg feierten gegen den FC Bayern einen neuen clubinternen Zuschauerrekord: 6.273 Zuschauer am 5. November 2022. Die Frauen des 1. FC Köln spielten gegen Wolfsburg erstmals vor ausverkauftem Hause (5.400 Zuschauer). Werder Bremen spielte am 26. November 2022 gegen den SC Freiburg im Weserstadion vor 20.417 Zuschauern, was den bis dato dritthöchsten Allzeit-Ligawert bedeutete.
Nach dem 9. Spieltag standen 173.498 Zuschauer zu Buche, womit der Allzeit-Liga-Rekordwert der Saison 2013/14 überflügelt wurde.

### Hinrunde
Der VfL Wolfsburg gewann in der Hinrunde alle Ligaspiele und verlor erstmals am 13. Spieltag gegen Hoffenheim. Eintracht Frankfurt blieb bis zum 9. Spieltag ungeschlagen, nach einem 0:5 gegen Wolfsburg im Spitzenspiel musste man Platz zwei dem FC Bayern überlassen. Turbine Potsdam, Vorjahres-Vierter, startete schlecht in die Saison. Turbine blieb bis zum 15. Spieltag ohne Sieg, das erste Heimtor wurde erst am 8. Spieltag erzielt. Sebastian Middeke wurde nach einem 0:5 gegen Freiburg entlassen, Dirk Heinrichs und Sven Weigang übernahmen. Ende Dezember trennte sich Hoffenheim, auf dem fünften Tabellenplatz stehend, von Gabor Gallai.

### Rückrunde
Bayern München gewann am 16. Spieltag das Spitzenspiel gegen Wolfsburg mit 1:0 per Handelfmeter und zog so am VfL vorbei. Der FCB sicherte sich am letzten Spieltag mit einem 11:1 gegen Potsdam den Meistertitel.
Der 1. FC Köln schoss von Oktober bis März kein Tor und konnte auch das Kellerduell gegen Turbine nicht gewinnen. Köln trennte sich danach von Trainer Sascha Glass. Mit Interimstrainerin Nicole Bender-Rummler gelang im Kellerduell gegen Duisburg ein 4:0-Sieg. Frankfurt konnte mit einem 3:3 gegen Hoffenheim den Champions-League-Platz verteidigen und bezwang Wolfsburg im Spitzenspiel mit 4:0. Der SC Freiburg ging als Viertplatzierter ambitioniert in die Winterpause, gewann danach jedoch nur noch ein Spiel.
Nach einer 1:5-Heimniederlage gegen Bayer Leverkusen am 13. Mai 2023 lag Turbine Potsdam zwei Spieltage vor Ende der Saison abgeschlagen auf dem letzten Tabellenplatz und stand als erster Absteiger fest. Die Turbinen waren seit ihrem erstmaligen Aufstieg 1994 durchgehend Bundesligist.
Mit dem SV Meppen stand der zweite Absteiger erst nach dem letzten Spieltag fest.

## Abschlusstabelle
| Pl.               | Verein                 | Sp. | S  | U | N  | Tore    | Diff. | Punkte |
| ----------------- | ---------------------- | --- | -- | - | -- | ------- | ----- | ------ |
| 1.                | FC Bayern München      | 22  | 19 | 2 | 1  | 067:800 | +59   | 59     |
| 2.                | VfL Wolfsburg (M, P)   | 22  | 19 | 0 | 3  | 075:170 | +58   | 57     |
| 3.                | Eintracht Frankfurt    | 22  | 17 | 3 | 2  | 057:220 | +35   | 54     |
| 4.                | TSG 1899 Hoffenheim    | 22  | 15 | 3 | 4  | 055:250 | +30   | 48     |
| 5.                | Bayer 04 Leverkusen    | 22  | 9  | 3 | 10 | 031:280 | +3    | 30     |
| 6.                | SC Freiburg            | 22  | 7  | 3 | 12 | 036:470 | −11   | 24     |
| 7.                | SGS Essen              | 22  | 6  | 5 | 11 | 026:420 | −16   | 23     |
| 8.                | SV Werder Bremen       | 22  | 5  | 6 | 11 | 016:390 | −23   | 21     |
| 9.                | 1. FC Köln             | 22  | 5  | 4 | 13 | 020:440 | −24   | 19     |
| 10.               | MSV Duisburg (N)       | 22  | 5  | 3 | 14 | 015:470 | −32   | 18     |
| 11.               | SV Meppen (N)          | 22  | 5  | 2 | 15 | 016:400 | −24   | 17     |
| 12.               | 1. FFC Turbine Potsdam | 22  | 2  | 2 | 18 | 013:680 | −55   | 08     |
| Stand: Saisonende |                        |     |    |   |    |         |       |        |

| Zum Saisonende 2022/23: |                                                                   |
| Deutscher Meister und Teilnahme an der Gruppenphase der UEFA Women’s Champions League 2023/24 Teilnahme an der 2. Qualifikationsrunde zur UEFA Women’s Champions League 2023/24 Teilnahme an der 1. Qualifikationsrunde zur UEFA Women’s Champions League 2023/24 Abstieg in die 2. Bundesliga 2023/24 |                                                                   |
| |                                                                   |
| Zum Saisonende 2021/22: |                                                                   |
| (M) | Deutscher Meister 2021/22: VfL Wolfsburg                          |
| (P) | DFB-Pokal-Sieger 2021/22: VfL Wolfsburg                           |
| (N) | Aufsteiger aus der 2. Bundesliga 2021/22: SV Meppen, MSV Duisburg |

## Kreuztabelle
Die Kreuztabelle stellt die Ergebnisse aller Spiele dieser Saison dar. Die Heimmannschaft ist in der linken Spalte aufgelistet und die Gastmannschaft in der obersten Reihe.
| 2022/23                | VfL Wolfsburg | FC Bayern München | Eintracht Frankfurt | 1. FFC Turbine Potsdam | TSG 1899 Hoffenheim | SC Freiburg | Bayer 04 Leverkusen | 1. FC Köln | Werder Bremen | SGS Essen | SV Meppen | MSV Duisburg |
| ---------------------- | ------------- | ----------------- | ------------------- | ---------------------- | ------------------- | ----------- | ------------------- | ---------- | ------------- | --------- | --------- | ------------ |
| VfL Wolfsburg          |               | 2:1               | 5:0                 | 5:0                    | 1:2                 | 2:1         | 6:1                 | 7:1        | 8:0           | 4:0       | 3:0       | 4:0          |
| FC Bayern München      | 1:0           |                   | 2:1                 | 11:1                   | 1:0                 | 8:2         | 2:0                 | 4:0        | 3:0           | 2:0       | 3:1       | 4:0          |
| Eintracht Frankfurt    | 4:0           | 0:0               |                     | 3:0                    | 3:3 1               | 4:1         | 1:0                 | 2:0        | 3:1           | 4:1       | 6:0       | 3:2          |
| 1. FFC Turbine Potsdam | 0:2           | 0:3 1             | 0:3                 |                        | 1:3                 | 0:5         | 1:5                 | 0:0 1      | 1:2 1         | 0:1       | 3:1       | 0:3          |
| TSG 1899 Hoffenheim    | 1:2           | 0:4               | 3:3                 | 6:1                    |                     | 3:2         | 3:1                 | 4:0        | 4:0           | 2:0       | 4:0       | 7:0          |
| SC Freiburg            | 0:4           | 0:3               | 2:4                 | 0:1                    | 0:1                 |             | 3:2                 | 1:3        | 1:1           | 5:2       | 3:1       | 4:1          |
| Bayer 04 Leverkusen    | 1:4           | 0:0               | 2:3                 | 3:0                    | 0:1                 | 2:0         |                     | 1:0        | 0:2           | 6:0       | 0:1       | 2:0          |
| 1. FC Köln             | 0:4           | 0:5               | 0:2                 | 4:2                    | 3:1                 | 0:0         | 0:0                 |            | 2:0           | 1:1       | 1:2       | 4:0          |
| SV Werder Bremen       | 2:3           | 0:2               | 0:2 1               | 1:1                    | 1:1                 | 1:2         | 0:2                 | 1:0        |               | 3:2       | 0:0       | 0:0          |
| SGS Essen              | 0:3           | 1:2               | 0:4                 | 2:1                    | 2:3                 | 2:1         | 0:0 1               | 4:0        | 0:0           |           | 1:0       | 0:0          |
| SV Meppen              | 2:3           | 0:2               | 0:1                 | 2:0                    | 0:2                 | 1:2         | 1:2                 | 1:0        | 2:0           | 1:1       |           | 0:2          |
| MSV Duisburg           | 0:3 2         | 0:4               | 0:1 1               | 3:0                    | 0:1                 | 1:1         | 0:1                 | 2:1        | 0:1           | 0:6       | 1:0       |              |
| Stand: Endstand        |               |                   |                     |                        |                     |             |                     |            |               |           |           |              |

## Torschützenliste
Bei Gleichstand sind die Spielerinnen alphabetisch nach Nach- bzw. Künstlernamen sortiert.
| Rang | Spielerin       | Verein              | Tore |
| ---- | --------------- | ------------------- | ---- |
| 1.   | Alexandra Popp  | VfL Wolfsburg       | 16   |
| 2.   | Lara Prašnikar  | Eintracht Frankfurt | 14   |
| 2.   | Lea Schüller    | FC Bayern München   | 14   |
| 4.   | Ewa Pajor       | VfL Wolfsburg       | 12   |
| 5.   | Laura Freigang  | Eintracht Frankfurt | 10   |
| 6.   | Melissa Kössler | TSG 1899 Hoffenheim | 9    |
| 6.   | Janina Minge    | SC Freiburg         | 9    |
| 8.   | Nicole Anyomi   | Eintracht Frankfurt | 8    |
| 8.   | Mandy Islacker  | 1. FC Köln          | 8    |
| 8.   | Lina Magull     | FC Bayern München   | 8    |
| 8.   | Ramona Maier    | SGS Essen           | 8    |
| 8.   | Erëleta Memeti  | TSG 1899 Hoffenheim | 8    |
| 13.  | Jill Baijings   | Bayer 04 Leverkusen | 7    |
| 13.  | Nicole Billa    | TSG 1899 Hoffenheim | 7    |
| 13.  | Tabea Waßmuth   | VfL Wolfsburg       | 7    |

## Die Meistermannschaft
| FC Bayern München          | FC Bayern München |
| -------------------------- | --- |
| Logo des FC Bayern München | Tor: Maria Luisa Grohs (21/0), Laura Benkarth (2/0) Abwehr: Glódís Viggósdóttir (22/3), Maximiliane Rall (19/5), Carolin Simon (16/2), Tainara (13/1), Tuva Hansen (12/0), Emilie Bragstad (7/0), Giulia Gwinn (3/1), Jana Kappes (3/0), Laura Gloning (1/0), Julia Landenberger (1/0) Mittelfeld: Georgia Stanway (21/6), Sarah Zadrazil (21/1), Lina Magull (19/8), Saki Kumagai (18/4), Sydney Lohmann (17/5), Linda Dallmann (11/6), Karólína Lea Vilhjálmsdóttir (7/0) Sturm: Lea Schüller (22/14), Klara Bühl (22/5), Jovana Damnjanović (17/3), Emelyne Laurent (15/0), Franziska Kett (13/2), Ivana Rudelić (5/0) Trainer: Alexander Straus |

ohne Einsatz: Sarah Ernst, Hanna Glas 1, Nike Hermann, Janina Leitzig 1, Cecilía Rán Rúnarsdóttir

## Tabellenverlauf
Verlegte Partien werden entsprechend der ursprünglichen Terminierung dargestellt, damit an allen Spieltagen für jede Mannschaft die gleiche Anzahl an Spielen berücksichtigt wird.
|                        | 1  | 2  | 3  | 4  | 5  | 6  | 7  | 8  | 9  | 10 | 11 | 12 | 13 | 14 | 15 | 16 | 17 | 18 | 19 | 20 | 21 | 22 |
| ---------------------- | -- | -- | -- | -- | -- | -- | -- | -- | -- | -- | -- | -- | -- | -- | -- | -- | -- | -- | -- | -- | -- | -- |
| VfL Wolfsburg          | 1  | 1  | 1  | 1  | 1  | 1  | 1  | 1  | 1  | 1  | 1  | 1  | 1  | 1  | 1  | 2  | 2  | 2  | 2  | 2  | 2  | 2  |
| FC Bayern München      | 7  | 3  | 2  | 2  | 3  | 3  | 3  | 3  | 2  | 2  | 2  | 2  | 2  | 2  | 2  | 1  | 1  | 1  | 1  | 1  | 1  | 1  |
|                        | 7  | 4  | 3  | 3  | 2  | 2  | 2  | 2  | 3  | 3  | 3  | 3  | 3  | 3  | 3  | 3  | 3  | 3  | 3  | 3  | 3  | 3  |
| 1. FFC Turbine Potsdam | 5  | 9  | 10 | 12 | 12 | 12 | 12 | 12 | 12 | 12 | 12 | 12 | 12 | 12 | 12 | 12 | 12 | 12 | 12 | 12 | 12 | 12 |
| TSG 1899 Hoffenheim    | 11 | 12 | 7  | 5  | 5  | 5  | 4  | 4  | 5  | 5  | 4  | 4  | 4  | 4  | 4  | 4  | 4  | 4  | 4  | 4  | 4  | 4  |
| SC Freiburg            | 3  | 7  | 5  | 4  | 4  | 4  | 5  | 5  | 4  | 4  | 5  | 5  | 5  | 5  | 5  | 5  | 6  | 6  | 6  | 6  | 6  | 6  |
| Bayer 04 Leverkusen    | 4  | 2  | 6  | 7  | 8  | 6  | 6  | 7  | 6  | 6  | 7  | 6  | 6  | 7  | 6  | 6  | 5  | 5  | 5  | 5  | 5  | 5  |
| 1. FC Köln             | 2  | 6  | 4  | 6  | 6  | 7  | 8  | 9  | 9  | 8  | 9  | 10 | 10 | 10 | 11 | 11 | 9  | 9  | 10 | 11 | 9  | 9  |
| SV Werder Bremen       | 5  | 9  | 11 | 11 | 11 | 11 | 11 | 11 | 11 | 11 | 11 | 9  | 11 | 11 | 8  | 8  | 8  | 8  | 8  | 8  | 8  | 8  |
| SGS Essen              | 12 | 8  | 9  | 10 | 10 | 10 | 10 | 10 | 10 | 9  | 6  | 7  | 7  | 6  | 7  | 7  | 7  | 7  | 7  | 7  | 7  | 7  |
| SV Meppen              | 9  | 11 | 12 | 9  | 7  | 9  | 7  | 8  | 7  | 7  | 8  | 8  | 8  | 8  | 9  | 9  | 10 | 10 | 11 | 9  | 11 | 11 |
| MSV Duisburg           | 10 | 5  | 8  | 8  | 9  | 8  | 9  | 6  | 8  | 10 | 10 | 11 | 9  | 9  | 10 | 10 | 11 | 11 | 9  | 10 | 10 | 10 |

## Schiedsrichterinnen
Für die Saison 2022/23 hat der DFB 18 Schiedsrichterinnen vorgesehen.
| Name                  | Geboren        | Vereinszugehörigkeit    | Landesverband      |
| --------------------- | -------------- | ----------------------- | ------------------ |
| Vanessa Arlt          | 20. März. 1991 | SC Greven 09            | Westfalen          |
| Naemi Breier          | 30. Apr. 1993  | FC Zerf/Hochwald        | Rheinland          |
| Mirka Derlin          | 25. Nov. 1984  | TSV Dahme               | Schleswig-Holstein |
| Sina Diekmann         | 5. Juni 1989   | SF Sölderholz           | Westfalen          |
| Laura Duske           | 26. Nov. 1986  | Vorwärts Spoho Köln     | Mittelrhein        |
| Anna-Lena Heidenreich | 5. Dez 1990    | VfB Lübeck              | Schleswig-Holstein |
| Kathrin Heimann       | 10. Okt. 1985  | Wacker Gladbeck         | Westfalen          |
| Riem Hussein          | 26. Juli 1980  | TSG Bad Harzburg        | Niedersachsen      |
| Melissa Joos          | 15. Nov. 1991  | TV Echterdingen         | Württemberg        |
| Annika Kost           | 22. Okt. 1991  | Holzpfosten Schwerte    | Westfalen          |
| Fabienne Michel       | 4. Sept. 1994  | TV Gau-Odernheim        | Südwest            |
| Katrin Rafalski       | 4. Feb. 1982   | TSV Besse               | Hessen             |
| Miriam Schwermer      | 23. Juli. 1994 | SV Grün-Weiß Rieder     | Sachsen-Anhalt     |
| Angelika Söder        | 18. April 1989 | TSV Ochenbruck          | Bayern             |
| Karoline Wacker       | 19. Feb. 1991  | Sportfreunde Großerlach | Württemberg        |
| Christine Weigelt     | 28. Dez. 1984  | RB Leipzig              | Sachsen            |
| Nadine Westerhoff     | 8. Feb. 1983   | DSC Wanne-Eickel        | Westfalen          |
| Franziska Wildfeuer   | 1. Dez 1993    | VfB Lübeck              | Schleswig-Holstein |
| Stand: 2. April 2023  |                |                         |                    |

## Cheftrainer
In dieser Tabelle sind alle Cheftrainer zu Beginn der Saison zu sehen.
Am Ende der Saison 2021/22 trennte sich der FC Bayern München von Jens Scheuer. Zum Nachfolger wurde Alexander Straus ernannt, der zuvor die Frauenmannschaft von Brann Bergen trainierte. Ebenfalls trennte sich der 1. FFC Turbine Potsdam am Saisonende von Trainer Sofian Chahed. Sein Nachfolger wurde Sebastian Middeke. Bayer Leverkusens bisheriger Trainer Achim Feifel wechselte in die Position des sportlichen Leiters. Sein Nachfolger wurde Robert de Pauw, der zuvor Trainer des FC Twente Enschede war. Beim SC Freiburg ersetzte Theresa Merk, die zuvor Trainerin bei den Grasshoppers Zürich war, Daniel Kraus. Neue Trainerin zu Saisonbeginn beim SV Meppen wurde Carin Bakhuis, die Theodoros Dedes ersetzte.
| Verein                 | Cheftrainer       | Seit         |
| ---------------------- | ----------------- | ------------ |
| VfL Wolfsburg          | Tommy Stroot      | 7/2021       |
| FC Bayern München      | Alexander Straus  | Saisonbeginn |
| Eintracht Frankfurt    | Niko Arnautis     | 9/2017       |
| 1. FFC Turbine Potsdam | Sebastian Middeke | Saisonbeginn |
| TSG 1899 Hoffenheim    | Gabor Gallai      | 7/2020       |
| SC Freiburg            | Theresa Merk      | Saisonbeginn |
| Bayer 04 Leverkusen    | Robert de Pauw    | Saisonbeginn |
| 1. FC Köln             | Sascha Glass      | 1/2020       |
| SV Werder Bremen       | Thomas Horsch     | 4/2021       |
| SGS Essen              | Markus Högner     | 7/2019       |
| SV Meppen              | Carin Bakhuis     | Saisonbeginn |
| MSV Duisburg           | Nico Schneck      | 3/2022       |

| Nach Spieltag | Verein                 | Platz | Neuer Cheftrainer                              | Quelle |
| ------------- | ---------------------- | ----- | ---------------------------------------------- | ------ |
| 06            | 1. FFC Turbine Potsdam | 12.   | Sebastian Middeke → Dirk Heinrichs (interim)   | [ 26 ] |
| 07            | 1. FFC Turbine Potsdam | 12.   | Dirk Heinrichs (interim)→ Sven Weigang         | [ 27 ] |
| 10            | TSG 1899 Hoffenheim    | 5.    | Gabor Gallai → Nadine Rolser (interim)         | [ 28 ] |
| 10            | 1. FFC Turbine Potsdam | 12.   | Sven Weigang → Dirk Heinrichs (interim)        | [ 29 ] |
| 11 G          | 1. FFC Turbine Potsdam | 12.   | Dirk Heinrichs (interim) → Marco Gebhardt      | [ 30 ] |
| 14            | TSG 1899 Hoffenheim    | 4.    | Nadine Rolser (interim) → Stephan Lerch        | [ 28 ] |
| 15            | 1. FC Köln             | 11.   | Sascha Glass → Nicole Bender-Rummler (interim) | [ 31 ] |
| 17 S          | MSV Duisburg           | 11.   | Nico Schneck → Thomas Gerstner                 | [ 32 ] |

## Kader
→ Hauptartikel: Kader der Fußball-Bundesliga 2022/23 (Frauen)